# عزلة نونى ووادي خير (صعدة)

تعديل مصدري - تعديل

عزلة نونى ووادي خير هي إحدى عزل مديرية ساقين في محافظة صعدة اليمنية ويبلغ تعداد سكانها 1756 نسمة حسب التعداد السكاني في اليمن لعام 2004.

## روابط خارجية
- الجهاز المركزي للإحصاء بالجمهورية اليمنية
- المركز الوطني للمعلومات باليمن
- World Gazetteer:Yemen
- الدليل الشامل